# Weihnachtshof
Der Weihnachtshof ist eine Wüstung auf dem Gebiet der ehemaligen Gemeinde Kösingen, einem heutigen Stadtteil von Neresheim.

## Geschichte
Der Weihnachtshof wurde das erste Mal um das Jahr 1144 als Wihenachten erwähnt, als der Kirchzehent der Ohmenheimer Kirche zustand. Der Ort kam vom Kloster Berchtesgaden an die Herrschaft Katzenstein. 1330 wurde der Hof von den Oettinger Grafen an Ludwig von Ramstein verkauft, das Vogteirecht kam 1354 an die Grafschaft Oettingen. In späterer Zeit gehörte der Ort der Abtei Neresheim, welche den Hof bei der Erlangung der Reichsstandschaft wieder an die Grafschaft Oettingen abtreten musste.
1872 war der Hof eine Domäne des Fürsten von Oettingen-Wallerstein. Der Hof ging nach 1872 ab. Heute existiert noch eine Hülbe („Hülbe des abgegangenen Weihnachtshof“) als Naturdenkmal etwa 700 Meter östlich der ehemaligen Hofstelle.